# Itingen
Itingen és un municipi del cantó de Basilea-Camp (Suïssa), situat al districte de Sissach.